# Gider
Gider (mađ. Géderlak) je selo u jugoistočnoj Mađarskoj.
Zauzima površinu od 18,72 km četvornih.

## Zemljopisni položaj
Nalazi se u regiji Južni Alföld, na 46°37' sjeverne zemljopisne širine i 18°55' istočne zemljopisne dužine. Nalazi se nekoliko kilometara istočno od obale Dunava. Selo Sabendak se prema sjeveroistoku nastavlja u Gider. Istom prometnicom nekoliko kilometara prema sjeveroistoku se nalazi selo Ordas. 10 kilometara zračnim pravcem prema zapadu se nalazi grad Pakša.

## Upravna organizacija
Upravno pripada kalačkoj mikroregiji u Bačko-kiškunskoj županiji. Poštanski broj je 6334.

## Stanovništvo
U Gideru živi 1085 stanovnika (2005.). Stanovnici su Mađari.